# Walther Straram
Marie Émile Félix Walter Marrast (1876-1933), bekend onder zijn artiestennaam Walther Straram, was een Frans dirigent, actief in het begin van de twintigste eeuw.

## Leven en carrière
Walther Marrast werd geboren in Londen in 1876. Hij gebruikte een anagram van zijn achternaam, Straram, als artiestennaam. Hij was bevriend en werkte samen met  onder anderen Jacques Thibaud, Reynaldo Hahn, Alfred Cortot en André Caplet. Hij werkte bij de Parijse Opera en de Opéra-Comique in Parijs voordat hij zijn eigen orkest oprichtte in 1925, het Orchestre des Concerts Straram. Dit orkest werd door sommigen beschouwd als het beste orkest in Frankrijk in die tijd. Strarams orkest speelde vooral hedendaagse muziek, in tegenstelling tot het meer traditionele repertoire dat gespeeld werd door het andere toonaangevende orkest in Parijs, het Orchestre de la Société des Concerts du Conservatoire.  Hij zette werk op de lessanaars van Richard Strauss, Arthur Honegger, Manuel de Falla, Igor Stravinsky, Albert Roussel, Joseph Guy Ropartz, Arnold Schönberg, Alban Berg en Anton Webern. In het interbellum is Straram een prominent figuur in het Parijse muziekleven..
Straram leidde de première van Ravels Boléro, Prélude à la tempête van Arthur Honegger (1923) en van twee van Messiaens vroegste orkestwerken. Daanaast speelde de Orchestre des Concerts Straram de eerste opnames van de Sacre du Printemps in 1929  en van de Psalmensymfonie in 1931 onder leiding van de componist Stravinsky zelf.

## Premières door Straram
- Ravel, Boléro, Orchestre de l'Opéra de Paris, Théâtre de l'Opéra, Parijs, 22 november 1928
- Messiaen, Les offrandes oubliées, Orchestre des Concerts Straram, Théâtre des Champs-Élysées, Parijs, 19 februari 1931[2]
- Messiaen - Hymne au saint-sacrement, Orchestre des Concerts Straram, Théâtre des Champs-Élysées, Parijs, 23 maart 1933[2]

- Bibliothèque nationale de France: cb139277245 (data)
- CiNii: DA15206371
- Gemeinsame Normdatei: 1073554929
- International Standard Name Identifier: 0000 0000 8123 3009
- Library of Congress Control Number: no95029507
- MusicBrainz: 5b9198c5-abc5-4c4f-bacd-669589c4a107
- Réseau des bibliothèques de Suisse occidentale: 02-A022713012
- SNAC: w6sj1z5p
- Système universitaire de documentation: 148529534
- Virtual International Authority File: 44487570
- WorldCat: E39PBJyxq4ygWjWy9mjYDF3CwC